# Wangbangsan
Wangbangsan är ett berg i Sydkorea.   Det ligger i provinsen Gyeonggi, i den norra delen av landet, 40 km norr om huvudstaden Seoul. Toppen på Wangbangsan är 736 meter över havet, eller 216 meter över den omgivande terrängen. Bredden vid basen är 3,7 km.
Terrängen runt Wangbangsan är huvudsakligen kuperad, men söderut är den platt. Runt Wangbangsan är det ganska tätbefolkat, med 199 invånare per kvadratkilometer. Närmaste större samhälle är Yangju, 10,9 km sydväst om Wangbangsan. Trakten runt Wangbangsan består till största delen av jordbruksmark.